# Dornot
Dornot foi uma antiga comuna francesa na região administrativa de Grande Leste, no departamento de Mosela. Estendia-se por uma área de 1,13 km². Em 2010 a comuna tinha 196 habitantes (densidade: 173,5 hab./km²).
Em 1 de janeiro de 2016, ela foi inserida no território da nova comuna de Ancy-Dornot.